# パストラル協奏曲
パストラル協奏曲（Concierto pastoral）は、ホアキン・ロドリーゴが作曲したフルート協奏曲。「田園風協奏曲」とも称される。

## 概要
ロドリーゴは「アランフェス協奏曲」の作曲後、ギター以外の楽器のための協奏曲や協奏的作品などをいくつか作曲したが、再びギターを独奏とする協奏曲に戻ってからは、しばらく他の楽器に目を向けていなかった。
このフルート協奏曲は、1978年にフルート奏者のジェームズ・ゴールウェイの委嘱で作曲した。タイトルの「パストラル」は、全体にスペインの田園風景を思い越させるような音楽であると思われる。
作品はゴールウェイを想定して書かれたと思える技巧的なパッセージを配置し、同時にロドリーゴらしい多彩な楽器法が駆使されている。

## 初演
1978年10月17日、ロンドンにてゴールウェイの独奏、エドゥアルド・マータ指揮フィルハーモニア管弦楽団により初演。

## 構成
全3楽章の構成で、演奏時間は約23分。
- 第1楽章 アレグロ
- 第2楽章 アダージョ－アレグロ・モデラート－アレグレット
- 第3楽章 ロンド、アレグロ－アレグレット